# 利瓦圣母村
利瓦圣母村（法語：Notre-Dame-de-Livoye，法語發音：[nɔtʁ dam də livwa]）是法国芒什省的一个市镇，属于阿夫朗什区。

## 地理
利瓦圣母村（48°44'39"N, 1°12'24"W）面积3.54 平方千米，位于法国诺曼底大区芒什省，该省份为法国西北部沿海省份，西、北、东北三面环大西洋，东起顺时针与卡爾瓦多斯省、奧恩省、马耶讷省和伊勒-维莱讷省接壤。
与利瓦圣母村接壤的市镇（或旧市镇、城区）包括：布雷塞、拉谢斯博杜安、莱洛日叙布雷塞、圣乔治德利瓦、圣尼古拉德布瓦。

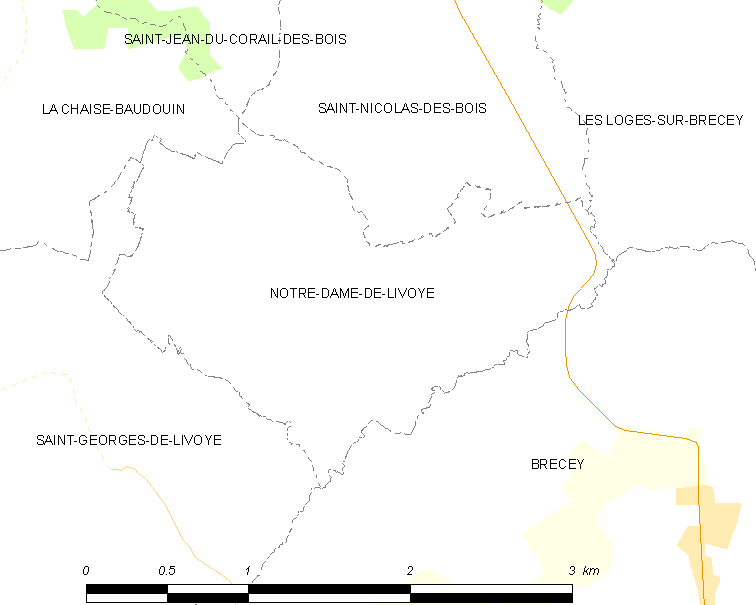
利瓦圣母村的OSM定位图

利瓦圣母村的时区为UTC+01:00、UTC+02:00（夏令时）。

## 行政
利瓦圣母村的邮政编码为50370，INSEE市镇编码为50379。

## 政治
利瓦圣母村所属的省级选区为伊西尼-勒比阿县。

## 人口

1962-2008年间利瓦圣母村人口变化图示

利瓦圣母村于2022年1月1日时的人口数量为166人。